# Beniczky család
A Beniczky család (Beniczky de Benicze et Micsinye, azaz micsinyei és beniczei) az Árpád-korig visszavezethető, a legrégibb magyar nemes családok egyike. Nevük olvasható Beniczki és Benitzky formában is. A családból számosan töltöttek be előkelő tisztségeket. Házasodás révén rokonságukban sok előkelő nemesi és főúri család található, így többek közt a Justh, Jeszenszky, Pongrácz, Földváry, Kubinyi, Okolicsány, Lehoczky, br. Révay, br. Barkóczy, gr. Keglevich, gr. Batthyány, gr. Almásy, br. Prónay, gr. Pejácsevich, gr. Vay, sőt a Koháry-Coburg hercegi család is.
A család 1235-ben királyi adományként kapta meg az utódok nélkül elhalt Radó nádor birtokait, köztük Pribócot Turóc vármegyében. Ez lett a család ősi lakhelye, ettől vette először előnevét is. I. Ferdinánd király 1562-ben megújította Beniczky Miklós, Turóc vármegye alispánjának ősi címerét. Szintén a 13. század óta birtokolták már ugyanazon megyében Bene (Benefalva) földjét, melyből a család vezetékneve előbb Bene, majd idővel Beniczkyvé alakult. Ez utóbbi helységre 1269-ben IV. Béla királytól már új adománylevelet nyert a család őse, thuróczi (de Thuruch) Imre.
1413-ban Beniczky Márton vitézsége jutalmául Zsigmond királytól kapott donációkat, többek között a Liptó vármegyei Benic nevű falut.
1619-ben Forgách Zsigmond adományozási okiratával került Cinkota, majd 1623-ban Zsámbok (később ez lett a helyi dinasztia központja) Beniczky Ferenc, a király váci erődjének főkapitánya, aranysarkantyús vitéz tulajdonába katonai szolgálataiért. 1842-ben Beniczky Ádám kezdeményezésére ő lett a Pest megyei ág alapítója.
Beniczky Pál 1648-ban nádori adománylevelet kapott több Nyitra vármegyei birtokra. Az ő leszármazottai az ún. hevesi vagy evangélikus ág képviselői. Besztercebányáról II. Pál 1830 táján költözött Heves megyébe.
Beniczky Miklós 1808-ban Szegeden a Dugonics családból választott házastársat, Dugonics Ádám lányát Terézt, így lett a (Csongrád vármegyei) szegedi ág megalapítója. 
Temes vármegyében a Beniczky család az 1830-as évek óta szerepel, ekkor került Beniczky Miklós táblabíró birtokába Klopódia egy része.
Az 1754–1755. évi országos nemesi összeíráskor Bars, Győr, Hont, Liptó, Nógrád, Nyitra, Pest, Turóc, Zemplén és Zólyom vármegyékben fordultak elő az igazolt nemesek között. Nemességüket a Csongrád vármegyének 1843-ban és a Turóc vármegyének 1842-ben kelt bizonyságlevele alapján hirdettették ki.

## A család címere
A pajzs kék mezejében úszó hattyú nyaka nyíllal van átlőve. A pajzs feletti sisak koronájából két, hegyével fölfelé állított kard között három strucctoll. Sisaktakarók: arany-kék és ezüst-vörös.

## Neves családtagok
- Beniczky Ödön (1878–1931) a Katolikus Néppárt támogatója, legitimista politikus
- Beniczky Ödön (1822–1874) politikus, Gödöllő országgyűlési képviselője
- Beniczky Lajos (1813–1868) honvéd ezredes, az 1848–49-i szabadságharcban a felvidéki bányavárosok kormánybiztosa
- Beniczky Lajos (1845-1910) alispán, főispán.
- Beniczky Ferenc (1679–1715) bölcseletdoktor, jezsuita rendi tanár
- Beniczky Ferenc (1833–1905) országgyűlési képviselő, Pest-Pilis-Solt-Kiskun vármegye és Kecskemét város főispánja, belügyminisztériumi államtitkár
  - Beniczkyné Bajza Lenke (Házasságai után: Heckenast Gusztávné, Beniczky Ferencné, 1839–1905)
- Beniczky Irma (asszonynevén Kuliffay Edéné; neve K. Beniczky Irma formában is előfordul; 1828–1902) magyar írónő
- Beniczky Péter (1603–1664) aranysarkantyús vitéz, a magyar barokk nemesi költészet alakja
- Beniczky Gáspár (1674–1734) II. Rákóczi Ferenc magántitkára
- Veres Pálné (született: Beniczky Hermin, 1815–1895) a magyar nőnevelés úttörője, a 19. század iskolaalapító magyar nagyasszonya, az Országos Nőképző Egyesületnek alapítója
- Beniczky Emil (1838–1864) újságíró, költő, író
- Beniczky Mihály (1677–1720) jezsuita rendi pap
- Beniczky János Károly (1746–1817) pécsi kanonok
- Beniczky Gábor (1852–1894) cinkotai nagybirtokos, főrendiházi tag
  - Batthyány Ilona (Házasságai után: gróf Keglevich Béláné, majd Beniczky Gáborné, 1842–1929)